# 恋人は同居人
『恋人は同居人』（こいびとはどうきょにん）は、ボルテージから携帯電話キャリアの公式サイトとして配信されている、女性にターゲットを絞った恋人ゲームシリーズの代表作のひとつで、女性用恋愛アドベンチャーゲームである。

## 概要
2008年春にiアプリ用に配信。以降、他キャリアへ順次配信開始。
各アプリのシナリオはダウンロードして、携帯に保存し、プレイする。
一部のアプリを除き、プレイ制限があり、20時間たたないと次の話へ進めない。
恋愛シナリオは各話プレイ直後、御堂よりメールがあり、ヒントをくれる。
メールから公式サイトに接続すると、対象キャラクターからのメッセージが届いている。
2010年3月現在で配信中のシナリオを時系列で並べると以下の通り。
本編シナリオ
- 同居シナリオ：最短7日間でキャラクター攻略が可能。主人公は高校2年生。突然できた兄弟との同居生活を体験する話。
- 恋愛シナリオ：最短10日間でキャラクター攻略が可能。同居シナリオで仲良くなった兄弟との恋愛を進める話。EDは2種類で、恋愛エンド・兄弟エンド。
- デートシナリオ：最短1日でキャラクター攻略が可能。対象キャラクターの恋愛シナリオの恋愛エンドと兄弟エンドをクリアした者のみがプレイ可能となる。
- 御堂シナリオ:最短10日間でキャラクター攻略が可能。5人の兄弟の恋愛エンドをクリアした者のみプレイ可能となる番外編シナリオ。EDは3種類で、シークレットエンド・恋愛エンド・執事エンド。
- デート後5日間シナリオ：最短5日間でキャラクター攻略が可能。対象キャラクターのデートシナリオのをクリアした者のみがプレイ可能となる。EDは2種類で、公認エンド・秘密エンド。
- 蒼井巧シナリオ：最短10日間でキャラクター攻略が可能。雅季または雅弥のデート後5日間シナリオをクリアした者のみがプレイ可能となる。EDは2種類で、恋人エンド・友達エンド。
- ハリスシナリオ：最短10日間でキャラクター攻略が可能。裕次または瞬のデート後5日間シナリオをクリアした者のみがプレイ可能となる。EDは2種類で、恋人エンド・家族エンド。
- 柊シナリオ：最短10日間でキャラクター攻略が可能。御堂シナリオをクリアした者のみがプレイ可能となる。EDは2種類で、恋人エンド・執事エンド。

3年後シナリオ　2009年4月27日配信開始
- 共通シナリオ：最短3日間でキャラクター攻略が可能。本編シナリオから3年後、主人公は大学生になっている。
- 恋愛シナリオ：最短7日間でキャラクター攻略が可能。3年後共通シナリオで選択したキャラクターとのストーリー。EDは2種類で、婚約エンド・夢エンド。
- デートシナリオ：最短1日でキャラクター攻略が可能。対象キャラクターの3年後恋愛シナリオの婚約エンドと夢エンドをクリアした者のみがプレイ可能となる。
- 御堂シナリオ：2009.6月下旬配信。5人の兄弟の婚約エンドをクリアした者のみプレイ可能となる番外編シナリオ。EDは2種類で、婚約エンド・夢エンド。
- 同棲シナリオ：2010年6月下旬より一か月毎にキャラ別配信。最短5日間でキャラクター攻略が可能。対象キャラクターの3年後恋愛シナリオの婚約エンドまたは夢エンドをクリアした者のみがプレイ可能となる。EDは2種類で、ハッピーエンド・グッドエンド。

その他
- 西園寺家の食卓

兄弟たちの裏話や質問コーナー、今までの話のヒントが分かる。
- シーズンシナリオ

以下のシナリオが配信されている。
夏祭り
海別荘
ハロウィン文化祭
クリスマス前夜
ロンドンクリスマス
豪華客船バレンタイン
キャンプイベント
クマストーリー
騎士ストーリー
アナザーストーリー
遺跡ストーリー
2人きりのお留守番
田舎で過ごす夏休み
3年後和風な夏の過ごし方
3年後Xmas家族パーティー編
3年後Xmas2人きりのデート編
3年後遊園地バレンタイン
3年後卒業ストーリー　

## ストーリー
母の再婚で、突然セレブ一家である西園寺家の娘になった主人公。そこには5人の兄弟がいた。

イケメンの兄弟たちとのドキドキの同居生活が始まる。

## 登場人物
西園寺　修一（さいおんじ　しゅういち）
24歳。身長180cm、体重70kg、誕生日5月25日、血液型O型。趣味･特技は料理･裁縫など。
西園寺家の長男。西園寺学園高校の社会科教師。優しくてちょっとセクシーな雰囲気。
西園寺　裕次（さいおんじ　ゆうじ）
20歳。身長176cm、体重61kg、誕生日1月1日、血液型A型。趣味･特技は犬の散歩･柔道･ピアノ。
西園寺家の次男。西園寺学院大学2年生。卒業後は西園寺グループの後継者として仕事に明け暮れる。
西園寺　雅季（さいおんじ　まさき）
17歳。身長174cm、体重58kg、誕生日4月19日、血液型AB型。趣味･特技は読書･音楽鑑賞。
西園寺家の三男。雅弥とは双子。西園寺学院高校2年生で生徒会長。知的でクールな性格。その後、西園寺学院大学に進学し脚本家を目指している。
西園寺　雅弥（さいおんじ　まさや）
17歳。身長174cm、体重61kg、誕生日4月19日、血液型AB型。趣味･特技はサッカー･自転車。
西園寺家の四男。雅季とは双子。西園寺学院高校2年生でサッカー部キャプテン。口は悪いが照れ屋。3年後は西園寺学院大学のサッカー部に所属。欧州セリエAのプロスカウトを受ける実力。
西園寺　瞬（さいおんじ　しゅん）
14歳。身長156cm、体重48kg、誕生日11月22日、血液型B型。趣味･特技は絵画･博識。
西園寺家の五男。西園寺学院中学2年生。儚げでほっとけないタイプ。絵画の才能が認められ、パリへ留学。
御堂　要（みどう　かなめ）
24歳。身長178cm、体重64kg、誕生日9月2日、血液型A型。趣味･特技は家事全般など。
西園寺家の執事。修一とは学生時、同級生として過ごす。
柊　薫（ひいらぎ　かおる）
西園寺家の新しい執事。東条院家とも関わりがある。
本編では御堂シナリオより登場。
蒼井　巧（あおい　たくみ）
雅季･雅弥の幼馴染で西園寺学院高校2年生。サッカー部副キャプテン。西園寺HDの御曹司。
本編では、デート後5日間より登場。
ハリス・スチュワート（はりす　すちゅわーと）
イギリス・スチュワート公爵の一人息子。西園寺家と深い関わりがある。後年、パリで瞬のルームメート。
本編では、デート後5日間より登場。
東条院　蓮（とうじょういん　れん）
修一・要の後輩。東条院グループの御曹司。妹･ランとは双子。
本編では、デート後5日間より登場。

## 関連作品

### ドラマCD
- ドラマCD 恋人は同居人
  - 発売日：2009年4月17日
  - 価格：3,080円（税込）
  - 登場人物

西園寺修一：声・羽多野渉
西園寺裕次：声・柿原徹也
西園寺雅季：声・櫻井孝宏
西園寺雅弥：声・吉野裕行
西園寺瞬：声・宮田幸季
御堂要：声・浪川大輔
- ドラマCD 恋人は同居人2 〜結婚前夜の大騒動〜
  - 発売日：2010年1月29日
  - 価格：3,080円（税込）
  - 登場人物

西園寺修一：声・羽多野渉
西園寺裕次：声・柿原徹也
西園寺雅季：声・櫻井孝宏
西園寺雅弥：声・吉野裕行
西園寺瞬：声・宮田幸季
御堂要：声・浪川大輔
柊薫：声・小野大輔

### 書籍
- 恋人は同居人 オフィシャルファンブック（2010年6月30日）
- Sho-Comi×ボルテージコラボ「オレたちにときめいちゃえば」BOOK（Sho-Comi2010年21号 別冊ふろくコミック）
  - ボルテージの恋人ゲームシリーズで人気の5サイトを原作とし、『Sho-Comi』の5名の漫画家の書き下ろしスピンアウトストーリーコミック5作品、及び企画コラムで構成[1]。「恋人は同居人」の作画は市川ショウ。